# Torny
Torny é uma comuna da Suíça, no Cantão Friburgo, com cerca de 690 habitantes. Estende-se por uma área de 10,20 km², de densidade populacional de 68 hab/km². Confina com as seguintes comunas: Châtonnaye, Corserey, La Brillaz, La Folliaz, Montagny, Payerne (VD), Trey (VD).
A língua oficial nesta comuna é o Francês.